# Colpochila bogania
Colpochila bogania är en skalbaggsart som beskrevs av Britton 1986. Colpochila bogania ingår i släktet Colpochila och familjen Melolonthidae. Inga underarter finns listade i Catalogue of Life.